# Изенбек, Фёдор Артурович
Фёдор Артурович Изенбек (Али Изенбек; (3 сентября 1890, Санкт-Петербург — 10 августа 1941, Брюссель) — живописец, график, участник Белого движения, полковник Марковской артиллерийской бригады.

## Биография
Из купеческой семьи немецкого (Вестфалия) происхождения; мать — русская, бабушка, вероятно, англичанка. Созвучие его немецкой фамилии с тюркским титулом бек, его поездки в Среднюю Азию, служба в Туркестанском дивизионе и восточная тема в его творчестве стали причиной создания «восточной» легенды вокруг его происхождения; так, Юрий Миролюбов считал его «туркменом», он сам подписывался «Али Изим-бек» и др.
Старший брат Ф. А. Изенбека Сергей Артурович (1883—1962) был крупным специалистом в области морского приборостроения, разрабатывал системы управления стрельбы и «счётно-решающие приборы» (прообраз компьютеров), заслуженный деятель науки и техники РСФСР, кавалер ордена Трудового красного знамени.
Учился в Морском кадетском корпусе, затем в Императорской Академии художеств. В 1908 году совершил поездку в Париж, где работал в мастерской художника-символиста Анри Мартена. В 1911—1914 годах работал художником-зарисовщиком в археологических экспедициях от Академии художеств в Туркестане (Бухара, Хива) и северной Персии. С тех пор навсегда полюбил Восток. Участвовал в архитектурной экспедиции в Средней Азии с профессором П. П. Фетисовым. Воинскую повинность отбывал в 1-м Туркестанском стрелковом артиллерийском дивизионе, 25 ноября 1912 года был произведен в прапорщики запаса легкой артиллерии по Самаркандскому уезду.
С началом Первой мировой войны был призван в 1-й Туркестанский стрелковый парковый артиллерийский дивизион. Удостоен ордена Св. Георгия 4-й степени
За то, что состоя в прикомандировании к 3-му Туркестанскому стрелковому артиллерийскому дивизиону, в бою 2 февраля 1915 года в д. Черноцин-Панский, командуя отдельно стоящим на позиции взводом и находясь на наблюдательном пункте, обстреливаемом сильным ружейным и артиллерийским огнём, с выдающимся мужеством и необыкновенным самообладанием вёл самый энергичный и действительный огонь по артиллерии противника, достигнув того, что привлёк на свой взвод огонь 4-х немецких батарей, чем дал возможность пехоте боевого участка не только отбить яростные атаки противника, но и захватить в плен 2-х офицеров и 73 нижних чина.
Произведён в подпоручики 18 сентября 1915 года, в поручики — 11 января 1917 года, в штабс-капитаны — 15 января того же года.

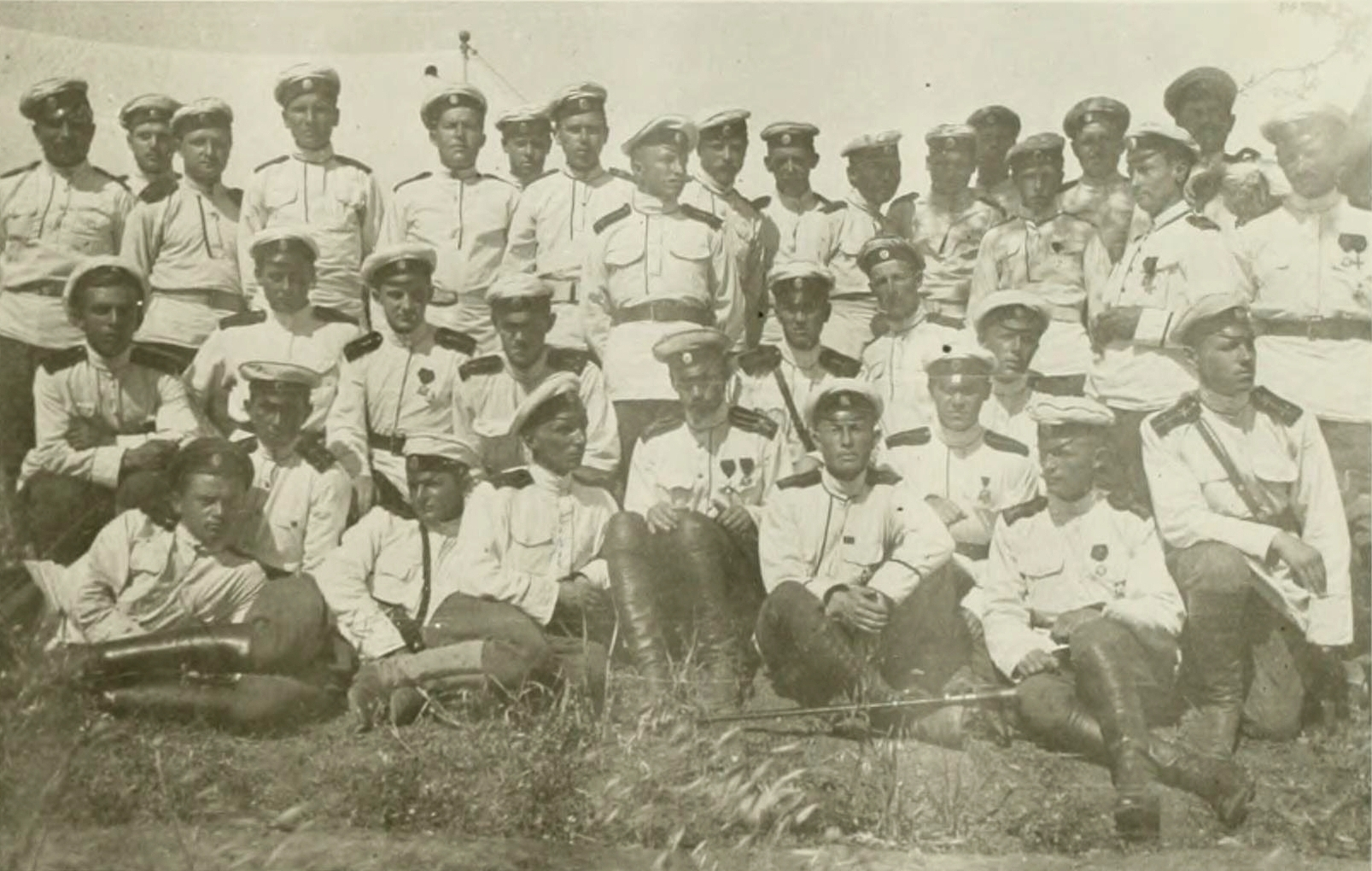
Батарея полк. Изенбека в Галлиполи.

С началом Гражданской войны прибыл на Дон в Добровольческую армию. Участвовал в 1-м Кубанском походе в составе отдельной батареи. С 29 июля 1919 года назначен командиром 2-й запасной батареи Марковской артиллерийской бригады, а осенью 1919 — командиром 4-й батареи той же бригады. 6 ноября 1919 года произведен в капитаны, а 8 ноября — в подполковники с переименованием в полковники. В Русской армии — командир той же батареи до эвакуации Крыма. Награждён орденом Св. Николая Чудотворца
За то, что в бою 10 августа 1920 года успешно боролся с противником. Последний, ведя настойчивые атаки при поддержке многочисленной тяжёлой и лёгкой артиллерии и свыше 5 бронепоездов, старался прорвать боевой участок с целью врезаться клином между Марковской и Дроздовской дивизиями. Полковник Изенбек с явным презрением к опасности, несмотря на сильный обстрел артиллерией бронепоездов и наземных батарей, всё время находился в зоне пулемётного и ружейного огня и, умело руководя батареей, препятствовал намерению противника. Упорный бой затянулся до вечера и благодаря полковнику Изенбеку были в течение нескольких часов выведены из строя 2 бронепоезда противника.
Эвакуировался из Крыма в Галлиполи. Затем жил в Болгарии, КСХС и переехал в статусе русского беженца во Францию и в 1924 году обосновался в центре русской эмиграции в Бельгии, предместьи Брюсселя Юкль (Уккел), где занялся художественным творчеством. Работая художником на фабрике ковров  «Тапи́» ("Le Tapis"), создал около 15000 рисунков разнообразных восточных ковров, преимущественно персидских.
Писал городские пейзажи, портреты, натюрморты, композиции мистического характера, под влиянием Эрже (Жоржа Проспера Реми) создал несколько серий комиксов (не опубликованы). Увлечение Востоком проявилось в картинах, изображающих базары, фигуры танцовщиц в национальных одеждах, натюрморты с посудой, украшенной причудливыми сочетаниями геометрических и растительных мотивов. Восточные арабески отчетливо видны и в графических работах, темы которых не связаны с Востоком. Участвовал в бельгийских выставках, в том числе в выставке «Художники Восточной Европы» (1936).
С его именем связана история «Велесовой книги», сделавшая Изенбека известным в кругах историков-любителей и неоязычников. По версии литератора и историка-любителя Ю. П. Миролюбова, в 1919 году его друг Изенбек обнаружил в одном из разграбленных дворянских имений дощечки с древними письменами. Оказавшись позднее за границей, Изенбек якобы возил этот объёмный груз с собой, изучая и расшифровывая текст. В течение многих лет Миролюбов, допущенный Изенбеком к дощечкам, также занимался расшифровкой древнего текста, посвящённого дохристианской истории Руси и получившего название «Велесова книга». Миролюбов утверждал, что после смерти Изенбека на территории оккупированной нацистами Бельгии в 1941 году дощечки пропали; впоследствии Миролюбов опубликовал машинописные «копии» с этих дощечек. Научная критика считает «Велесову книгу» подделкой, изготовленную, вероятнее всего, самим Миролюбовым, а к рассказу о наличии у Изенбека дощечек относится скептически.
В 2002 году вдова художника передала его архив и около 150 работ киевскому профессору Владимиру Перегинцу, который через год устроил выставку в Киеве. Произведения художника имеются также в бельгийских частных собраниях.

## Творчество

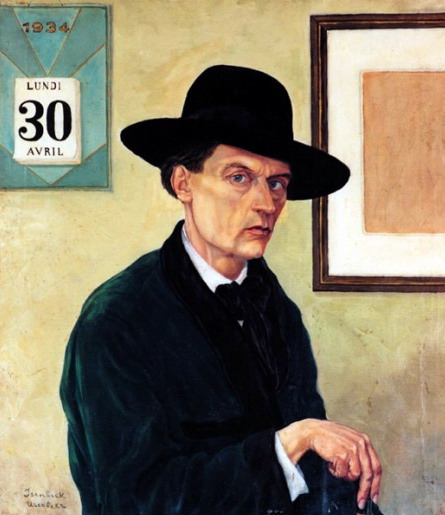
Автопортрет. 1934 г.

Написанные Али Изенбеком полотна (около 400), почти все несут в себе, если не восточный орнамент, то краски, поэзию Запада. Многие полотна Изенбека посвящены Европейскому содержанию, в частности, Фландрии, Юкклю, Брюсселю, в его наиболее живописных уголках.
Другая часть картин посвящена природе Востока, графическим работам философского содержания, гравюрам тушью, в два цвета, и акварель.

Путники. 1940 г.

### Графика
В творчестве художника графика занимает ведущее место, и за вниманием художника к технике, и по количеству работ, и по продуманности композиций. Можно с уверенностью сказать, что Али Изенбек — график. Сам автор графическую часть творчества подразделял на серии «Самарканд», «Видение Востока», «Видение войны» и «Город безумцев».
Графические работы выполнены в технике тушь-перо-кисть и воспринимаются как эстампы, оттиснутые с медных гравированных досок, или как ксилография.

### Цветная графика
К произведениям цветной графики Изенбека входят разнотипные работы, написанные гуашью, акварелью с применением белил, карандаша, пастели: портреты, пейзажи, жанровые сценки, иллюстрации. Пейзажи восточной тематики выполнены под впечатлением от фольклора и искусства Туркестана, Бухары, северной части Персии, где находился Али Изенбек в составе археологических экспедиций.

### Живопись
Живопись Изенбека представлен пейзажными работами (зарисовки уголков Бельгии и в частности Брюссель), ряд работ, написанных в восточных мотивах, натюрморты и портреты.

### Рисунок
Это небольшая по количеству подборка работ (18 листов), рисованных карандашом. Эта серия называется «Видение в кабаке». Почти на каждом листе главным действующим лицом является сам художник-автор в чёрном сюртуке и шляпе.

## Выставки картин
Из анкеты архива русского искусства за рубежом:
В 1936 г. участвовал в выставке «Художники Восточной Европы» (Брюссель). Всего за 17 лет пребывания в Бельгии Изенбек выставлялся около 30 раз.

В 1960 г. в Сан-Франциско была организована большая выставка русских художников, один из залов был отведен полотнам Федора (Али) Изенбека. Коллекцию его картин предоставил редактор-издатель художественного журнала «Жар-Птица» Юрий Петрович Миролюбов.

В 2003 г. в Киевском доме ученых состоялась презентация картин Изенбека, которые были переданы на Украину вдовой Юрия Миролюбова, фрау Жанной Миролюбовой.

В 2006 г. в Киеве в Украинском доме состоялась выставка творчества художника Федора (Али) Изенбека, были выставлены графические работы, живопись, цветная графика.

В 2009 г. в выставочном зале Музея гетманства (Киев) было выставлено 30 полотен художника и некоторые публикации Юрия Миролюбова.

В 2011 г. состоялась выставка картин в зале Национального Банка Украины.

## Владельцы картин
Одна из картин «Дервиши 1929», была подарена художником и благосклонно принята бельгийской Королевой Елизаветой Габриелой, по случаю замужества Принцессы Мари-Жозе и Принца Италии Умберту. Сохранилось письмо СЛУЖБЫ КОРОЛЕВЫ от 17 января 1930 г., про благодарность за этот любезный знак внимания.
Одно из полотен было приобретено для городского Музея в Юккле. Целый ряд картин был приобретен местным крупным промышленником Mr. Sanders, фабрикантом (фамилия не сохранилась) фармацевтических продуктов (15 полотен), около 12 полотен были приобретены фабрикантом Борнштейном. 30 картин находятся в частных руках. Многие работы художник просто дарил своим поклонникам.

153 картины находятся на Украине в частной собственности.

50 картин были похищены после смерти Али Изенбека 10 августа 1941 г.

## Интересные факты
- Некоторые полотна Федора Изенбека были порезаны на куски им самим. В приступах депрессии художнику казалось, что они неудачны. Часть уничтоженных работ удалось реставрировать.
- 150 картин художника хранились почти 60 лет в деревянном ящике. По приезде на Украину реставрировались в течение 2-х лет.
- Из анкеты Али Изенбека в Славянском институте в Праге: «Картины, написанные мной до войны 1914—1918 г., остались в России. Их судьба мне неизвестна.»

## Награды
- Орден Святого Георгия 4-й ст. (ВП 18.09.1915)
- Орден Святой Анны 3-й ст. с мечами и бантом (ВП 8.06.1916)
- Орден Святой Анны 4-й ст. с надписью «за храбрость» (ВП 18.08.1916)
- Орден Святого Станислава 2-й ст. с мечами (ПАФ 6.05.1917)
- Орден Святителя Николая Чудотворца (Приказ Главнокомандующего № 500, 31 октября 1921)

## Публикации
- Изенбек Ф. А. Мысли об искусстве. (Июль 1941).